# دامپروری لشکر چهارده امام حسین
دامپروری لشکر چهارده امام حسین یک منطقهٔ مسکونی در ایران است که در دهستان ریگستان واقع شده‌است. دامپروری لشکر چهارده امام حسین ۱۹ نفر جمعیت دارد.